# Gennadas sordidus
Gennadas sordidus is een tienpotigensoort uit de familie van de Benthesicymidae. De wetenschappelijke naam van de soort is voor het eerst geldig gepubliceerd in 1910 door Kemp.